# Черёменка (Псковская область)
Черёменка, также пишется как Череменка — деревня в Струго-Красненском районе Псковской области России. Входит в состав сельского поселения «Новосельская волость».

## Название
Название деревни происходит от протекающей через деревню реки Череменка, которая в свою очередь получила свое название от слова "чере́мный", которое означает червлёный, багровый, тёмно-красный, мутного красного цвета, грязно-рыжий. Такое название связано с цветом воды в реке, из-за протекания ее через заболоченные места она приобретает коричневато-рыжеватый оттенок.

## География
Находится на северо-востоке региона, в южной части района, в лесной местности около урочищ Прит, Струбок, на реке Черёменка, впадающей в р. Ситня недалеко от деревни.
Уличная сеть не развита.

## История
Существуют упоминания деревни в новгородских летописях 1498 года как Черемна. В 1862 году в деревне насчитывалось 8 дворов и 92 жителя (45 мужчин и 47 женщин) .  В 1877 году возник горшочный промысел . Промыслом была занята одна семья и в месяц изготавливалось около 1800 горшков ценой 2-3 рубля за сотню при расходах на производство (дрова, свинец) одной сотни - 65 копеек. Горшки сбывались в Павском уезде. Согласно Закону Псковской области от 28 февраля 2005 года деревня Черёменка вошла в состав образованного муниципального образования Хрединская волость с 1 января 2006 года.
До апреля 2015 года деревня Черёменка входила в Хрединскую волость.
В соответствии с Законом Псковской области от 30 марта 2015 года № 1508-ОЗ деревня Черёменка, вместе с другими селениями упраздненной Хрединской волости, вошла в состав образованного муниципального образования Новосельская волость.

## Население
| 2001 | 2002 | 2010 | 2011 |
| ---- | ---- | ---- | ---- |
| 5    | ↗9   | ↘2   | →2   |

## Инфраструктура
Личное подсобное хозяйство. Вывоз леса, деревообработка.
Почтовое отделение, обслуживающее д. Черёменка, — 181121; расположено в д. Хредино.

## Транспорт
Просёлочные дороги, одна из них к волостному центру Новоселье
, одна из них к д. Хредино.